# Pheronema amphorae
Pheronema amphorae är en svampdjursart som beskrevs av Henry M. Reiswig 1992. Pheronema amphorae ingår i släktet Pheronema och familjen Pheronematidae.
Artens utbredningsområde är havet kring Australien. Inga underarter finns listade i Catalogue of Life.